# Büyükyurt, Nazımiye
Büyükyurt là một xã thuộc huyện Nazımiye, tỉnh Tunceli, Thổ Nhĩ Kỳ. Dân số thời điểm năm 2010 là 60 người.